# Turmburg Eschborn

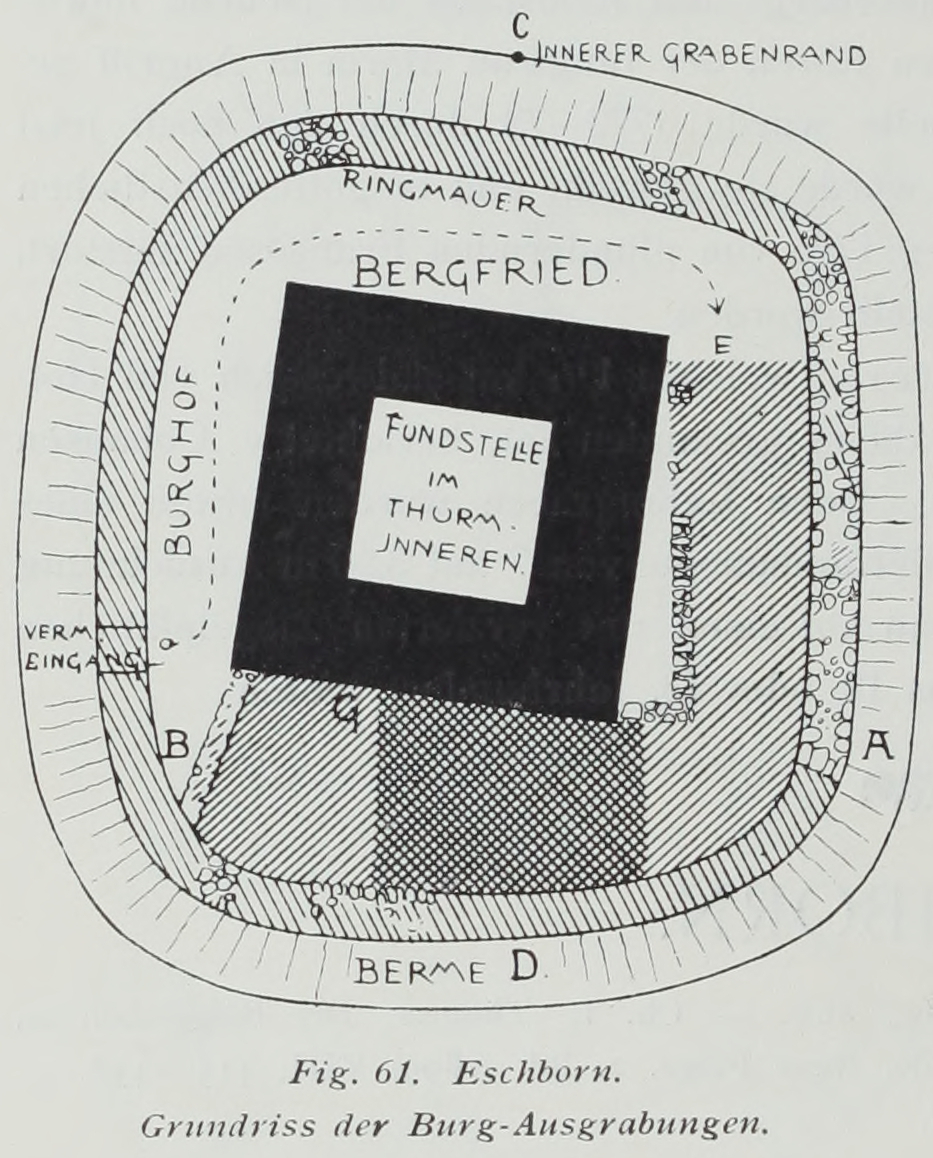
Grundriss der Burg nach den Ausgrabungen von 1895/1896, veröffentlicht 1899

Die Turmburg Eschborn ist eine abgegangene Turmhügelburg (Motte) im Gebiet der heutigen Straßenzüge „Burgstraße“, „Am Hofgraben“ und „Am Burggraben“ der Stadt Eschborn im Main-Taunus-Kreis in Hessen.

## Geschichte
Die Eschborner Turmhügelburg wurde im 11. Jahrhundert erbaut, sie wird mit den Ende des 12. bis Anfang des 13. Jahrhunderts auftauchenden Herren von Eschborn in Verbindung gebracht, die ihren Hauptsitz kurz darauf nach Kronberg verlegten. Erstmals urkundlich wurde die Burg in Eschborn in einem Güterverzeichnis des Ritters Rudolf von Sachsenhausen aus dem Jahre 1339 erwähnt. Eschborn gehörte als Reichslehen den Herren von Cronberg, bis diese 1704 ausstarben und ihre Herrschaft an Kurmainz fiel.
Im Verlauf der Schlacht bei Höchst 1622 zwischen General Tilly und Christian von Braunschweig während des Dreißigjährigen Kriegs wurden die alte Burganlage und nahezu der gesamte Ort zerstört. Der Burgstall ist heute neuzeitlich überbaut.

## Beschreibung
1895 bis 1896 führten im Auftrag der Kaiserin der Leutnant Leinhaas und der Schlosshauptmann Ludwig Freiherr von Ompteda am Rande des damaligen Dorfes Eschborn auf dem Burgstall, der noch einen kleinen runden Burghügel mit einem angedeuteten ihn umgebenden Graben zeigte, Ausgrabungen durch. Sie legten die Reste der Eschborner Turmburg systematisch frei, die Ergebnisse wurden 1899 veröffentlicht von Baurat Christian Ludwig Thomas im „Archiv für hessische Geschichte und Altertumskunde“.
Das ganze Burgareal war von einer 1,20 Meter starken quadratischen an vier Ecken abgerundeten Ringmauer mit einem den Innenhof umschließenden etwa 20 Meter großen Durchmesser umgeben. Die Grundmauern eines quadratischen Turmes mit einer Außenlänge von 10,5 Meter, einer Mauerstärke von 2,75 Meter und 20 Quadratmeter großem Innenraum wurden freigelegt auf gewachsenem Lehmboden mit künstlicher Aufschüttung des Burghügels. Zwischen dem Turm und der Ringmauer fanden sich Fundamentreste einiger kleinerer Gebäude, die als Anbauten an den Turm, vielleicht als Wohn- oder Stallgebäude gedient haben könnten und in Fachwerk ausgeführt waren. Das Mauerwerk war aus Vilbeler Sandstein, Basalt, Taunusquarzit und römischen Ziegeln beschaffen. Im Brandschutt gefundene Schieferbruchstücke weisen auf ein Schieferdach des Turms hin. Der vorgelagerte Ringgraben war etwa vier Meter breit und 10 Meter hoch und vermutlich vom Westerbach gespeist.
Bei den Ausgrabungen fanden sich mittelalterliche Gefäßscherben, ein Amboss, große eiserne Äxte, Schlüssel, zwei Spinnwirtel, eine Bronzelampe, ein Feuerrost, Fußbodenkacheln, ein wohlerhaltener Steinkrug sowie größeren Mengen verkohlten Getreides.